# Scopalio verrens
Scopalio verrens är en spindelart som beskrevs av Christa L. Deeleman-Reinhold 200. Scopalio verrens ingår i släktet Scopalio och familjen säckspindlar. Inga underarter finns listade i Catalogue of Life.